# (19497) Pineda
(19497) Pineda (1998 KN32) – planetoida z pasa głównego asteroid okrążająca Słońce w ciągu 3,65 lat w średniej odległości 2,37 j.a. Odkryta 22 maja 1998 roku.